# Copa Mundial de Fútbol Playa FIFA 2013
La Copa Mundial de Fútbol Playa de FIFA de 2013 fue la 7.ª edición del máximo torneo internacional de fútbol playa. Se llevó a cabo del 18 al 28 de septiembre en la ciudad de Papeete, capital de la Polinesia Francesa, que está inscrita a la FIFA bajo el nombre de Tahití. 
Fue la segunda competición FIFA en la que dos países de la Confederación de Fútbol de Oceanía eran representados, estos dos fueron Tahití, clasificado como sede, y las Islas Salomón el ganador del Campeonato de Fútbol Playa de Oceanía 2013. El otro torneo en que se dio esto fue la Copa Mundial de Fútbol Sub-17 de 1999, en donde Nueva Zelanda clasificó como organizador y Australia, que en ese entonces era miembro de la OFC, como campeón oceánico. 
El evento fue ganado por la selección de Rusia por segunda ocasión consecutiva. Disputó la final con España, lo que interrumpió la presencia de Brasil que había estado en las cinco finales anteriores, y que acabó en tercer puesto. En el cuarto lugar se ubicó Tahití, como el primer equipo oceánico que ha terminado entre los primeros cuatro lugares de la copa mundial de fútbol playa.

## Equipos participantes
En cursiva, los países debutantes.
| Clasificatorios | Clasificatorios | Clasificatorios | Clasificatorios | Clasificatorios | Clasificatorios |
| --------------- | --------------- | --------------- | --------------- | --------------- | --------------- |
| CAF             | AFC             | UEFA            | Concacaf        | OFC             | Conmebol        |

| Equipos participantes | Equipos participantes  | Equipos participantes | Equipos participantes |
| --------------------- | ---------------------- | --------------------- | --------------------- |
| Argentina             | Emiratos Árabes Unidos | Islas Salomón         | Rusia                 |
| Brasil                | España                 | Japón                 | Senegal               |
| Costa de Marfil       | Estados Unidos         | Países Bajos          | Tahití                |
| El Salvador           | Irán                   | Paraguay              | Ucrania               |

## Organización

### Sede
Todos los encuentros se disputaron en el Estadio To'ata, localizado en Papeete.

### Sorteo
El sorteo para la conformación de los grupos se llevó a cabo en la Casa de la Cultura de Papeete el día 5 de junio de 2013, con la participación de Jaime Yarza, alto ejecutivo de FIFA Beach Soccer; Joan Cusco, gerente general de la misma; Hinarani de Longeaux, representante de Francia para Miss Universo 2013; y el exfutbolista Errol Bennett.

### Reglas
Las reglas del torneo fueron las siguientes:
- En la primera fase, los dieciséis equipos participantes fueron divididos en cuatro grupos con igual número de integrantes, que jugaron con el sistema de todos contra todos. Clasificaron a la segunda fase los dos equipos con el mayor número de puntos de cada grupo.
- En caso de empate en puntos entre dos o más equipos en la primera fase, se aplicaron los siguientes criterios de desempate: Mayor número de puntos obtenidos en los juegos disputados entre los equipos involucrados; mejor gol diferencia en los juegos disputados entre los equipos involucrados; mayor número de goles en los juegos disputados entre los equipos involucrados; mejor gol diferencia en todos los juegos disputados del grupo; mayor número de goles en todos los juegos disputados del grupo; sorteo.
- Los ocho equipos clasificados para la segunda fase fueron emparejados y jugaron con el sistema de eliminación directa para definir el campeón. Los perdedores de las semifinales decidieron el tercer puesto.

## Primera fase

### Grupo A
| Equipo                 | Pts | PJ | PG | PG+ | PP | GF | GC | Dif |
| ---------------------- | --- | -- | -- | --- | -- | -- | -- | --- |
| España                 | 9   | 3  | 3  | 0   | 0  | 14 | 8  | 6   |
| Tahití                 | 6   | 3  | 2  | 0   | 1  | 10 | 9  | 1   |
| Estados Unidos         | 3   | 3  | 1  | 0   | 2  | 13 | 14 | -1  |
| Emiratos Árabes Unidos | 0   | 3  | 0  | 0   | 3  | 8  | 14 | -6  |

| Partido 5; 19 de septiembre de 2013, 16:00 UTC -10 | España                                                           | 5:4                       | Estados Unidos                                                     | Estadio To'ata, Papeete                                           |                                                                   |
|                                                    | - Antonio 9'21 30'10 - Llorenç 18'49 - Juanma 31'39 - Nico 34'17 | ( 1:2, 1:1, 3:1 ) Reporte | - Futagaki 6'11 - Perera 11'24 - Chimienti 14'43 - Valentine 31'36 | Asistencia: 1 950 espectadores Árbitro(s): Mariano Romo Argentina | Asistencia: 1 950 espectadores Árbitro(s): Mariano Romo Argentina |

| Partido 7; 19 de septiembre de 2013, 19:00 UTC -10 | Tahití                                                | 3:2                       | Emiratos Árabes Unidos            | Estadio To'ata, Papeete                                            |                                                                    |
|                                                    | - R. Bennett 5'25 - Zaveroni 9'46 - Li Fung Kue 13'53 | ( 2:0, 1:2, 0:0 ) Reporte | - Alhammadi 19'47 - Alkaabi 21'01 | Asistencia: 4 000 espectadores · Árbitro(s): Felipe Varejao Brasil | Asistencia: 4 000 espectadores · Árbitro(s): Felipe Varejao Brasil |

| Partido 13; 21 de septiembre de 2013, 16:00 UTC -10 | Emiratos Árabes Unidos           | 2:5                       | España                                                              | Estadio To'ata, Papeete                                              |                                                                      |
|                                                     | - Alkaabi 2'26 - Alhammadi 25'32 | ( 1:0, 0:1, 1:4 ) Reporte | - Antonio 16'14 - Mérida 27'43 35'06 - Llorenç 33'44 - Cintas 35'03 | Asistencia: 2 300 espectadores · Árbitro(s): Hugo Pado Islas Salomón | Asistencia: 2 300 espectadores · Árbitro(s): Hugo Pado Islas Salomón |

| Partido 15; 21 de septiembre de 2013, 19:00 UTC -10 | Estados Unidos                                        | 3:5                            | Tahití                                                                   | Estadio To'ata, Papeete                                              |                                                                      |
|                                                     | - Tchen 17'35 (a.g.) - Chimienti 31'37 - Perera 34'26 | ( 0:2, 1:1, 2:0, 0:2 ) Reporte | - Li Fung Kuee 2'35 - R. Bennett 3'12 - Labaste 22'08 - Tepa 38'16 38'55 | Asistencia: 4 000 espectadores Árbitro(s): Suwat Wongsuwan Tailandia | Asistencia: 4 000 espectadores Árbitro(s): Suwat Wongsuwan Tailandia |

| Partido 21; 23 de septiembre de 2013, 16:00 UTC -10 | Emiratos Árabes Unidos                                   | 4:6                       | Estados Unidos                                                 | Estadio To'ata, Papeete                                                |                                                                        |
|                                                     | - Alhammadi 0'03 26'21 - Albalooshi 8'00 - Hussain 30'22 | ( 2:2, 0:2, 2:2 ) Reporte | - Perera 1'32 16'49 25'56 - Canale 7'42 15'48 - Leopoldo 33'34 | Asistencia: 1 100 espectadores · Árbitro(s): Gumercindo Batista Panamá | Asistencia: 1 100 espectadores · Árbitro(s): Gumercindo Batista Panamá |

| Partido 23; 23 de septiembre de 2013, 19:00 UTC -10 | Tahití                            | 2:4                       | España                                        | Estadio To'ata, Papeete                                                 |                                                                         |
|                                                     | - Tepa 23'30 - Li Fung Kuee 33'34 | ( 0:3, 1:1, 1:0 ) Reporte | - Mérida 3'20 9'34 - Kuman 6'22 - Pajón 16'12 | Asistencia: 4 000 espectadores Árbitro(s): Bakhtiyor Namazov Uzbekistán | Asistencia: 4 000 espectadores Árbitro(s): Bakhtiyor Namazov Uzbekistán |

### Grupo B
| Equipo        | Pts | PJ | PG | PG+ | PP | GF | GC | Dif |
| ------------- | --- | -- | -- | --- | -- | -- | -- | --- |
| Argentina     | 6   | 3  | 2  | 0   | 1  | 17 | 11 | 6   |
| El Salvador   | 6   | 3  | 2  | 0   | 1  | 13 | 11 | 2   |
| Islas Salomón | 3   | 3  | 1  | 0   | 2  | 13 | 15 | -2  |
| Países Bajos  | 1   | 3  | 0  | 1   | 2  | 6  | 12 | -6  |

| Partido 6; 19 de septiembre de 2013, 17:30 UTC -10 | Argentina                                                            | 4:1                       | El Salvador  | Estadio To'ata, Papeete                                               |                                                                       |
|                                                    | - Leguizamón 3'00 - F. Hilaire 4'19 - De Ezeyza 12'32 - Medero 24'59 | ( 2:0, 1:1, 1:0 ) Reporte | Robles 17'40 | Asistencia: 3 700 espectadores · Árbitro(s): Alexander Berezkin Rusia | Asistencia: 3 700 espectadores · Árbitro(s): Alexander Berezkin Rusia |

| Partido 8; 19 de septiembre de 2013, 20:30 UTC -10 | Países Bajos | 0:2                       | Islas Salomón             | Estadio To'ata, Papeete                                          |                                                                  |
|                                                    |              | ( 0:0, 0:0, 0:2 ) Reporte | - Luwi 24'48 - Muri 33'05 | Asistencia: 3 600 espectadores Árbitro(s): Bessem Boubaker Túnez | Asistencia: 3 600 espectadores Árbitro(s): Bessem Boubaker Túnez |

| Partido 14; 21 de septiembre de 2013, 17:30 UTC -10 | Islas Salomón                                      | 5:8                       | Argentina                                                                                 | Estadio To'ata, Papeete                                                 |                                                                         |
|                                                     | - Talo 11'51 12'41 30'35 - Laua 12'54 - Luwi 14'52 | ( 1:1, 3:2, 1:5 ) Reporte | - Levi 00'48 - E. Hilaire 15'26 27'46 - F. Hilaire 16'02 - Medero 24'01 25'02 30'30 30'37 | Asistencia: 3 900 espectadores · Árbitro(s): Christian Zimmermann Suiza | Asistencia: 3 900 espectadores · Árbitro(s): Christian Zimmermann Suiza |

| Partido 16; 21 de septiembre de 2013, 20:30 UTC -10 | El Salvador                                                                | 5:1                       | Países Bajos    | Estadio To'ata, Papeete                                         |                                                                 |
|                                                     | - Ruiz 6'03 32'59 (pen.) - Velásquez 6'24 - Hernández 21'54 - Batres 34'16 | ( 2:1, 1:0, 2:0 ) Reporte | Van Gessel 6'06 | Asistencia: 2 300 espectadores Árbitro(s): Serdar Akcer Turquía | Asistencia: 2 300 espectadores Árbitro(s): Serdar Akcer Turquía |

| Partido 22; 23 de septiembre de 2013, 17:30 UTC -10 | Islas Salomón                                                          | 6:7                       | El Salvador                                                          | Estadio To'ata, Papeete                                            |                                                                    |
|                                                     | - Aisa 11'18 - Muri 16'34 18'26 23'53 - Talo 31'00 (pen.) - Laua 33'34 | ( 1:2, 3:2, 2:3 ) Reporte | - Ruiz 5'50 10'53 13'10 19'36 32'44 - Velásquez 24'34 - Robles 29'56 | Asistencia: 3 700 espectadores · Árbitro(s): Patricio Blanca Chile | Asistencia: 3 700 espectadores · Árbitro(s): Patricio Blanca Chile |

| Partido 24; 23 de septiembre de 2013, 20:30 UTC -10 | Países Bajos                                                               | 5:5 (4ː3 p.)                   | Argentina                                             | Estadio To'ata, Papeete                                           |                                                                   |
|                                                     | - Van der Geest 18'27 - Ax 19'40 27'31 - Van Dieren 25'12 - Ouweland 35'57 | ( 0:4, 2:1, 3:0, 0ː0 ) Reporte | - E. Hilaire 0'07 - Levi 0'12 - Vivas 3'50 6'56 23'57 | Asistencia: 2 800 espectadores Árbitro(s): Said Hachim Madagascar | Asistencia: 2 800 espectadores Árbitro(s): Said Hachim Madagascar |
|                                                     |                                                                            | Tiros desde el punto penal     |                                                       |                                                                   |                                                                   |
|                                                     | - Van Gessel - Ax - Van Dieren - Klijbroek                                 |                                | - Medero - Leguizamón - Franceschini - E. Hilaire     |                                                                   |                                                                   |

### Grupo C
| Equipo  | Pts | PJ | PG | PG+ | PP | GF | GC | Dif |
| ------- | --- | -- | -- | --- | -- | -- | -- | --- |
| Brasil  | 9   | 3  | 3  | 0   | 0  | 16 | 6  | 10  |
| Irán    | 3   | 3  | 1  | 0   | 2  | 8  | 10 | -2  |
| Ucrania | 3   | 3  | 1  | 0   | 2  | 9  | 11 | -2  |
| Senegal | 3   | 3  | 1  | 0   | 2  | 11 | 17 | -6  |

| Partido 2; 18 de septiembre de 2013, 17:30 UTC -10 | Senegal                                         | 5:4                       | Ucrania                                                 | Estadio To'ata, Papeete                                          |                                                                  |
|                                                    | - Fall 14'54 15'23 26'46 34'53 - Koukpaki 21'23 | ( 0:2, 3:1, 2:1 ) Reporte | - Sydorenko 1'50 - Zborovskyi 2'25 25'47 - Pachev 23'54 | Asistencia: 3 350 espectadores · Árbitro(s): José Cortéz Ecuador | Asistencia: 3 350 espectadores · Árbitro(s): José Cortéz Ecuador |

| Partido 4; 18 de septiembre de 2013, 20:30 UTC -10 | Brasil                                        | 4:1                       | Irán        | Estadio To'ata, Papeete                                         |                                                                 |
|                                                    | - Bruno Xavier 1'41 14'35 30'57 - Bueno 15'11 | ( 1:1, 2:0, 1:0 ) Reporte | Akbari 8'46 | Asistencia: 4 000 espectadores · Árbitro(s): Rubén Eiriz España | Asistencia: 4 000 espectadores · Árbitro(s): Rubén Eiriz España |

| Partido 10; 20 de septiembre de 2013, 17:30 UTC -10 | Irán                                                            | 5:3                       | Senegal                                        | Estadio To'ata, Papeete                                                |                                                                        |
|                                                     | - Ahmadzadeh 1'24 2'54 20'11 - Akbari 15'58 - Boulokbashi 29'08 | ( 2:0, 2:2, 1:1 ) Reporte | - N. Sylla 15'28 27'48 - Hosseini 15'51 (a.g.) | Asistencia: 3 250 espectadores · Árbitro(s): Tomasz Winiarczyk Polonia | Asistencia: 3 250 espectadores · Árbitro(s): Tomasz Winiarczyk Polonia |

| Partido 12; 20 de septiembre de 2013, 20:30 UTC -10 | Ucrania                               | 2:4                       | Brasil                                                | Estadio To'ata, Papeete                                                               |                                                                                       |
|                                                     | - Zborovskyi 21'25 - Hladchenko 26'08 | ( 0:2, 1:0, 1:2 ) Reporte | - Bruno Xavier 4'17 32'38 - Bruno 7'41 - Daniel 34'34 | Asistencia: 2 100 espectadores · Árbitro(s): Ebrahim Almansory Emiratos Árabes Unidos | Asistencia: 2 100 espectadores · Árbitro(s): Ebrahim Almansory Emiratos Árabes Unidos |

| Partido 18; 22 de septiembre de 2013, 17:30 UTC -10 | Irán                               | 2:3                       | Ucrania                                               | Estadio To'ata, Papeete                                         |                                                                 |
|                                                     | - Ahmadzadeh 2'38 - Hosseini 32'42 | ( 1:1, 0:1, 1:1 ) Reporte | - A. Borsuk 2'41 - Korniichuk 21'44 - I. Borsuk 29'34 | Asistencia: 3 700 espectadores Árbitro(s): Serdar Akcer Turquía | Asistencia: 3 700 espectadores Árbitro(s): Serdar Akcer Turquía |

| Partido 20; 22 de septiembre de 2013, 20:30 UTC -10 | Brasil                                                                                          | 8:3                      | Senegal                            | Estadio To'ata, Papeete                                              |                                                                      |
|                                                     | - Daniel 1'35 - Bruno Xavier 4'48 10'44 29'58 - Bruno 5'48 - André 24'14 25'57 - Jorginho 36'00 | ( 4:1, 0:1,4:1 ) Reporte | - Koukpaki 9'05 - Fall 16'26 27'57 | Asistencia: 4 000 espectadores Árbitro(s): Suwat Wongsuwan Tailandia | Asistencia: 4 000 espectadores Árbitro(s): Suwat Wongsuwan Tailandia |

### Grupo D
| Equipo          | Pts | PJ | PG | PG+ | PP | GF | GC | Dif |
| --------------- | --- | -- | -- | --- | -- | -- | -- | --- |
| Rusia           | 9   | 3  | 3  | 0   | 0  | 13 | 6  | 7   |
| Japón           | 6   | 3  | 2  | 0   | 1  | 8  | 8  | 0   |
| Paraguay        | 3   | 3  | 1  | 0   | 2  | 14 | 13 | 1   |
| Costa de Marfil | 0   | 3  | 0  | 0   | 3  | 11 | 18 | -8  |

| Partido 1; 18 de septiembre de 2013, 16:00 UTC -10 | Paraguay | 10:6                      | Costa de Marfil                                                                      | Estadio To'ata, Papeete                                                 |                                                                         |
|                                                    | - López 8'48 27'20 30'38 - Morán 13'36 27'09 - Benítez 18'24 (pen.) - Pereira 19'23 32'19 - Zayas 22'26 - Barreto 35'17 | ( 1:3, 4:2, 5:1 ) Reporte | - Kouassitchi 2'43 14'58 30'22 - Sakanoko 6'19 - López 10'54 (a.g.) - Tchetche 21'26 | Asistencia: 2 800 espectadores Árbitro(s): Bakhtiyor Namazov Uzbekistán | Asistencia: 2 800 espectadores Árbitro(s): Bakhtiyor Namazov Uzbekistán |

| Partido 3; 18 de septiembre de 2013, 19:00 UTC -10 | Rusia                                                          | 4:1                       | Japón        | Estadio To'ata, Papeete                                           |                                                                   |
|                                                    | - Shishin 12'50 13'25 - Krasheninnikov 30'37 - Peremitin 30'56 | ( 0:0, 2:0, 2:1 ) Reporte | Tabata 27'26 | Asistencia: 4 000 espectadores Árbitro(s): Said Hachim Madagascar | Asistencia: 4 000 espectadores Árbitro(s): Said Hachim Madagascar |

| Partido 9; 20 de septiembre de 2013, 16:00 UTC -10 | Japón                                | 3:1                       | Paraguay    | Estadio To'ata, Papeete                                                  |                                                                          |
|                                                    | - Oda 1'34 - Ozu 7'12 - Tabata 13'59 | ( 2:0, 1:0, 0:1 ) Reporte | Morán 25'35 | Asistencia: 2 100 espectadores · Árbitro(s): Oscar Velásquez El Salvador | Asistencia: 2 100 espectadores · Árbitro(s): Oscar Velásquez El Salvador |

| Partido 11; 20 de septiembre de 2013, 19:00 UTC -10 | Costa de Marfil                      | 2:5                       | Rusia                                                       | Estadio To'ata, Papeete                                            |                                                                    |
|                                                     | - Kouassitchi 26'40 - Sakanoko 29'34 | ( 0:1, 0:2, 2:2 ) Reporte | - Makarov 11'01 27'31 - Shaykov 14'20 - Shishin 19'46 30'13 | Asistencia: 3 900 espectadores · Árbitro(s): Miguel Aguilar México | Asistencia: 3 900 espectadores · Árbitro(s): Miguel Aguilar México |

| Partido 17; 22 de septiembre de 2013, 16:00 UTC -10 | Japón                                                   | 4:3                            | Costa de Marfil                                  | Estadio To'ata, Papeete                                            |                                                                    |
|                                                     | - Yamauchi 2'06 - Ozu 18'48 37'54 - Matsuo 38'19 (pen.) | ( 1:1, 1:1, 0:0, 2:1 ) Reporte | - Kouassitchi 0'58 (pen.) 37'53 - Sakanoko 17'40 | Asistencia: 2 400 espectadores · Árbitro(s): Patricio Blanca Chile | Asistencia: 2 400 espectadores · Árbitro(s): Patricio Blanca Chile |

| Partido 19; 22 de septiembre de 2013, 19:00 UTC -10 | Rusia                                                  | 4:3                            | Paraguay                                    | Estadio To'ata, Papeete                                                 |                                                                         |
|                                                     | - Peremitin 1'59 - Makarov 12'36 - Shishin 15'59 36'42 | ( 1:0, 2:1, 0:1, 1:0 ) Reporte | - Amarilla 20'03 - Morán 27'40 35'53 (pen.) | Asistencia: 3 900 espectadores · Árbitro(s): Christian Zimmermann Suiza | Asistencia: 3 900 espectadores · Árbitro(s): Christian Zimmermann Suiza |

## Segunda fase

### Cuadro general[5]
|  | Cuartos de final | Cuartos de final |        |               | Semifinales      | Semifinales      |             |              | Final            | Final            |  |
|  | 25 de septiembre | 25 de septiembre |        |               | 27 de septiembre | 27 de septiembre |             |              | 28 de septiembre | 28 de septiembre |  |
|  |                  |                  |        |               |                  |                  |             |              |                  |                  |  |
|  |                  |                  |        |               |                  |                  |             |              |                  |                  |  |
|  | España           | 2                |        |               |                  |                  |             |              |                  |                  |  |
|  | España           | 2                |        |               |                  |                  |             |              |                  |                  |  |
|  | El Salvador      | 1                |        |               |                  |                  |             |              |                  |                  |  |
|  | El Salvador      | 1                |        | España (t.s.) | 2                |                  |             |              |                  |                  |  |
|  |                  |                  |        | España (t.s.) | 2                |                  |             |              |                  |                  |  |
|  |                  |                  | Brasil | 1             |                  |                  |             |              |                  |                  |  |
|  | Brasil           | 4                | Brasil | 1             |                  |                  |             |              |                  |                  |  |
|  | Brasil           | 4                |        |               |                  |                  |             |              |                  |                  |  |
|  | Japón            | 3                |        |               |                  |                  |             |              |                  |                  |  |
|  | Japón            | 3                |        |               |                  |                  |             | España       | 1                |                  |  |
|  |                  |                  |        |               |                  |                  |             | España       | 1                |                  |  |
|  |                  |                  | Rusia  | 5             |                  |                  |             |              |                  |                  |  |
|  | Argentina        | 1                | Rusia  | 5             |                  |                  |             |              |                  |                  |  |
|  | Argentina        | 1                |        |               |                  |                  |             |              |                  |                  |  |
|  | Tahití           | 6                |        |               |                  |                  |             |              |                  |                  |  |
|  | Tahití           | 6                |        | Tahití        | 3                |                  |             | Tercer lugar | Tercer lugar     |                  |  |
|  |                  |                  |        | Tahití        | 3                |                  |             | Tercer lugar | Tercer lugar     |                  |  |
|  |                  |                  | Rusia  | 5             |                  |                  |             |              |                  |                  |  |
|  | Rusia            | 6                | Rusia  | 5             |                  |                  | Brasil (p.) | 7 (1)        |                  |                  |  |
|  | Rusia            | 6                |        |               |                  |                  | Brasil (p.) | 7 (1)        |                  |                  |  |
|  | Irán             | 5                |        |               |                  |                  |             |              | Tahití           | 7 (0)            |  |
|  | Irán             | 5                |        |               |                  |                  |             |              | Tahití           | 7 (0)            |  |
|  |                  |                  |        |               |                  |                  |             |              |                  |                  |  |

### Cuartos de final
| Partido 25; 25 de septiembre de 2013, 16:00 UTC -10 | Brasil                                                   | 4:3                       | Japón                                                  | Estadio To'ata, Papeete          |                                  |
|                                                     | - Eudin 7'55 - Datinha 9'50 - Daniel 28'46 - Bueno 30'26 | ( 2:1, 0:1, 2:1 ) Reporte | - Oda 5'15 - Moreira 19'48 (pen.) - Bueno 29'33 (a.g.) | Árbitro(s): Serdar Akcer Turquía | Árbitro(s): Serdar Akcer Turquía |

| Partido 26; 25 de septiembre de 2013, 17:30 UTC -10 | Argentina               | 1:6                       | Tahití                                                                                          | Estadio To'ata, Papeete                                         |                                                                 |
|                                                     | E. Hilaire 15'21 (pen.) | ( 0:1, 1:0, 0:5 ) Reporte | - Taiarui 8'08 26'05 - N. Bennett 24'17 - R. Bennett 27'15 - Li Fung Kuee 28'57 - Tavanae 35'55 | Asistencia: 4 200 espectadores · Árbitro(s): Rubén Eiriz España | Asistencia: 4 200 espectadores · Árbitro(s): Rubén Eiriz España |

| Partido 27; 25 de septiembre de 2013, 19:00 UTC -10 | España                         | 2:1                       | El Salvador         | Estadio To'ata, Papeete           |                                   |
|                                                     | - Llorenç 6'34 - Antonio 33'28 | ( 1:0, 0:1, 1:0 ) Reporte | Torres 23'01 (pen.) | Árbitro(s): Patricio Blanca Chile | Árbitro(s): Patricio Blanca Chile |

| Partido 28; 25 de septiembre de 2013, 20:30 UTC -10 | Rusia                                                                                         | 6:5                       | Irán                                                             | Estadio To'ata, Papeete             |                                     |
|                                                     | - Eremeev 9'22 30'29 - Krasheninnikov 18'15 - Peremitin 21'43 - Romanov 25'10 - Shishin 33'56 | ( 1:2, 2:1, 3:2 ) Reporte | - Mesigar 5'21 24'34 - Boulokbashi 9'15 21'55 - Ahmadzadeh 32'06 | Árbitro(s): Hugo Pado Islas Salomón | Árbitro(s): Hugo Pado Islas Salomón |

### Semifinales
| Partido 29; 27 de septiembre de 2013, 20:30 UTC -10 | España                      | 2:1                            | Brasil            | Estadio To'ata, Papeete            |                                    |
|                                                     | - Juanma 20'36 - Nico 36'28 | ( 0:1, 1:0, 0:0, 1:0 ) Reporte | Bruno Xavier 4'34 | Árbitro(s): Said Hachim Madagascar | Árbitro(s): Said Hachim Madagascar |

| Partido 30; 27 de septiembre de 2013, 19:00 UTC -10 | Rusia                                            | 5:3                       | Tahití                                                 | Estadio To'ata, Papeete           |                                   |
|                                                     | - Shishin 8'17 16'08 34'03 - Makarov 32'37 34'22 | ( 1:0, 1:2, 3:1 ) Reporte | - Tepa 12'02 - Makarov 16'25 (a.g.) - N. Bennett 25'33 | Árbitro(s): Patricio Blanca Chile | Árbitro(s): Patricio Blanca Chile |

### Tercer puesto
| Partido 31; 28 de septiembre de 2013, 19:00 UTC -10 | Brasil                                                                                              | 7:7 (1:0 p.)                   | Tahití                                                                                | Estadio To'ata, Papeete                                              |                                                                      |
|                                                     | - Bruno Xavier 6'38 - Daniel 11'16 - André 11'47 - Eudin 13'37 18'42 - Jorginho 23'04 - Bruno 38'06 | ( 3:2, 3:2, 0:2, 1:1 ) Reporte | - Li Fung Kuee 0'20 23'02 - Amau 11'20 - Taiarui 20'04 34'39 - N. Bennett 32'48 39'00 | Asistencia: 4 200 espectadores · Árbitro(s): Gionni Matticoli Italia | Asistencia: 4 200 espectadores · Árbitro(s): Gionni Matticoli Italia |
|                                                     | | Tiros desde el punto penal     |                                                                                       |                                                                      |                                                                      |
|                                                     | Jorginho                                                                                            |                                | Li Fung Kuee                                                                          |                                                                      |                                                                      |

### Final
| Partido 32; 28 de septiembre de 2013, 20:30 UTC -10 | España        | 1:5                       | Rusia                                                                        | Estadio To'ata, Papeete                                         |                                                                 |
|                                                     | Llorenç 23'30 | ( 0:0, 1:3, 0:2 ) Reporte | - Shkarin 12'30 - Romanov 15'00 - Krasheninnikov 17'52 30'24 - Shishin 35'49 | Asistencia: 4 200 espectadores Árbitro(s): Serdar Akcer Turquía | Asistencia: 4 200 espectadores Árbitro(s): Serdar Akcer Turquía |

|                          |
| Bandera de Rusia         |
| Campeón Rusia 2.º título |

## Premios y reconocimientos

### Bota de Oro
El galardón de la «Bota de Oro» fue otorgado por la organización al jugador que anotó la mayor cantidad de goles durante el desarrollo del torneo.
| Jugador         | Selección   | Goles |
| --------------- | ----------- | ----- |
| Dmitrii Shishin | Rusia       | 11    |
| Bruno Xavier    | Brasil      | 10    |
| Agustín Ruiz    | El Salvador | 7     |

### Balón de Oro
El galardón del «Balón de Oro» fue otorgado por la organización al mejor jugador del torneo.
| Jugador              | Selección |
| Bruno Xavier         | Brasil    |
| Ozu Moreira          | Japón     |
| Raimana Li Fung Kuee | Tahití    |
| -------------------- | --------- |

### Guante de Oro
El galardón del «Guante de oro» fue otorgado por la organización al mejor portero del evento.
| Jugador                 | Selección |
| Francisco Jesús Donaire | España    |
| ----------------------- | --------- |

### Premio Fair Play
El Premio Fair Play de la FIFA distinguió al equipo con el mejor registro disciplinario de la competición. Sólo pudieron optar a él los que alcanzaron la fase eliminatoria.

| Premio Fair Play de la FIFA        |
| Selección de fútbol playa de Rusia |
| ---------------------------------- |

### Gol del torneo
El mejor gol del torneo fue elegido por votación abierta en el sitio oficial de la FIFA.

| Jugador         | Selección   | Rival         | Minuto  | Resultado parcial | Resultado final |
| --------------- | ----------- | ------------- | ------- | ----------------- | --------------- |
| Agustín Ruiz    | El Salvador | Islas Salomón | 32'44'' | 7:5               | 7:6             |
| Heimanu Taiarui | Tahití      | Brasil        | 34'39'' | 7:6               | 7:7 (0:1 pen.)  |
| Bruno Xavier    | Brasil      | Irán          | 1'41''  | 1:0               | 4:1             |

## Estadísticas

### Goleadores
| Jugador              | Selección       | Anotado | Ast. | Pen. | PJ |
| -------------------- | --------------- | ------- | ---- | ---- | -- |
| Dmitrii Shishin      | Rusia           | 11      | 0    | 0    | 6  |
| Bruno Xavier         | Brasil          | 10      | 0    | 0    | 6  |
| Agustín Ruiz         | El Salvador     | 7       | 1    | 1    | 4  |
| Raimana Li Fung Kuee | Tahití          | 6       | 4    | 0    | 5  |
| Babacar Fall         | Senegal         | 6       | 0    | 0    | 3  |
| Daniel Kouassitchi   | Costa de Marfil | 6       | 0    | 1    | 3  |
| Lucas Medero         | Argentina       | 5       | 1    | 0    | 4  |
| Nicolás Perera       | Estados Unidos  | 5       | 1    | 0    | 3  |
| Pedro Morán          | Paraguay        | 5       | 1    | 1    | 3  |
| Mohammad Ahmadzadeh  | Irán            | 5       | 1    | 0    | 4  |
| Alexey Makarov       | Rusia           | 5       | 0    | 0    | 4  |

### Tabla general
| Equipo | Equipo                 | Pts | PJ | PG | PG+ | PP | GF | GC | Dif |
| ------ | ---------------------- | --- | -- | -- | --- | -- | -- | -- | --- |
| 1      | Rusia                  | 17  | 6  | 5  | 1   | 0  | 29 | 15 | 14  |
| 2      | España                 | 14  | 6  | 4  | 1   | 1  | 19 | 14 | 5   |
| 3      | Brasil                 | 14  | 6  | 4  | 1   | 1  | 27 | 18 | 9   |
| 4      | Tahití                 | 8   | 6  | 2  | 1   | 3  | 26 | 22 | 4   |
| 5      | Argentina              | 6   | 4  | 2  | 0   | 2  | 18 | 17 | 1   |
| 6      | El Salvador            | 6   | 4  | 2  | 0   | 2  | 14 | 13 | 1   |
| 7      | Japón                  | 6   | 4  | 1  | 1   | 2  | 11 | 12 | -1  |
| 8      | Irán                   | 3   | 4  | 1  | 0   | 3  | 13 | 16 | -3  |
| 9      | Paraguay               | 3   | 3  | 1  | 0   | 2  | 14 | 13 | 1   |
| 10     | Estados Unidos         | 3   | 3  | 1  | 0   | 2  | 13 | 14 | -1  |
| 11     | Islas Salomón          | 3   | 3  | 1  | 0   | 2  | 13 | 15 | -2  |
| 12     | Ucrania                | 3   | 3  | 1  | 0   | 2  | 9  | 11 | -2  |
| 13     | Senegal                | 3   | 3  | 1  | 0   | 2  | 11 | 17 | -6  |
| 14     | Países Bajos           | 1   | 3  | 0  | 1   | 2  | 6  | 12 | -6  |
| 15     | Emiratos Árabes Unidos | 0   | 3  | 0  | 0   | 3  | 8  | 14 | -6  |
| 16     | Costa de Marfil        | 0   | 3  | 0  | 0   | 3  | 11 | 19 | -8  |

## Símbolos

### Balón oficial
El balón oficial de la copa mundial fue el Adidas Cafusa, una versión especial del que se utilizó en la Copa FIFA Confederaciones 2013, y cuyo modelo se estrenó en la Copa Mundial de Clubes de la FIFA 2012. Fue presentado por el embajador de la FIFA, Christian Karembeu.

### Tema oficial
El comité organizador de la copa mundial eligió la canción Tu'e Popo como el tema oficial del evento, la cual es interpretada por la cantante francopolinesia Sabrina Laughlin. La elección tuvo lugar en el mes de marzo en el Teatro de la Cultura de Papeete.